# Chaotic Wrestling Heavyweight Championship
Il Chaotic Wrestling (CW) Heavyweight Championship è il massimo alloro della Chaotic Wrestling.

## Albo d'oro
| Wrestlers: | Reigns together: | Date:             | Place:        | Notes:                                                                                             |
| --- | ---------------- | ----------------- | ------------- | -------------------------------------------------------------------------------------------------- |
| Jay Jailette | 1                | 17 settembre 2000 | Worcester, MA | Sconfiggendo Donnie Rotten nella finale del torneo per decretare il primo campione.                |
| Gino Martino | 1                | 20 ottobre 2000   | Worcester, MA | |
| Rick Fuller | 1                | 18 maggio 2001    | Revere, MA    | |
| Gino Martino | 2                | 29 giugno 2001    | Revere, MA    | |
| Ronnie D. Lishus | 1                | 7 settembre 2001  | Lawrence, MA  | |
| Luis Ortiz | 1                | 14 dicembre 2001  | Lawrence, MA  | |
| Aron Stevens | 1                | 18 maggio 2002    | Methuen, MA   | |
| John Walters | 1                | 16 agosto 2003    | Methuen, MA   | |
| Luis Ortiz | 2                | 5 aprile 2003     | Methuen, MA   | |
| Billy Kryptonite | 1                | 9 agosto 2003     | Tewksbury, MA | |
| John Walters | 2                | 16 gennaio 2004   | Methuen, MA   | |
| Arch Kincaid | 1                | 12 marzo 2004     | Methuen, MA   | |
| Maverick Wild | 1                | 25 giugno 2004    | Lowell, MA    | |
| Brian Black | 1                | 18 marzo 2005     | Methuen, MA   | |
| Il titolo venne immediatamente reso vacante dopo che Brian Black annunciò di aver firmato un contratto di sviluppo con la WWE. |                  |                   |               | |
| Mike Kruel | 1                | 3 giugno 2005     | Lowell, MA    | Sconfisse Handsome Johnny nella finale del torneo.                                                 |
| Handsome Johnny | 1                | 9 settembre 2005  | Methuen, MA   | |
| Thomas Penmanship | 1                | 19 maggio 2006    | Methuen, MA   | |
| Brian Milonas | 1                | 2 febbraio 2007   | Lowell, MA    | In un "Loser Leaves Chaotic Wrestling" match.                                                      |
| Bryan Logan | 1                | 7 settembre 2007  | Lowell, MA    | |
| Handsome Johnny | 2                | 14 dicembre 2007  | Lowell, MA    | |
| Bryan Logan | 2                | 8 febbraio 2008   | Lowell, MA    | Sconfisse Handsome Johnny e Brian Milonas in un triple treath match per il titolo.                 |
| Alex Arion | 1                | 6 giugno 2008     | Lowell, MA    | |
| Chase Del Monte | 1                | 6 febbraio 2009   | Lowell, MA    | |
| Brian Milonas | 2                | 19 febbraio 2010  | Lowell, MA    | Regno da campione più lungo (490 giorni)                                                           |
| Handsome Johnny | 3                | 24 giugno 2011    | Woburn, MA    | |
| Vacante |                  | 24 agosto 2011    |               | Vacante per infortunio di Johnny.                                                                  |
| Mikaze | 1                | 9 settembre 2011  | Lowell, MA    | Sconfiggendo Max Bauer.                                                                            |
| Brian Fury | 1                | 24 febbraio 2012  | Lowell, MA    | |
| Sean Burke | 1                | 9 novembre 2012   | Lowell, MA    | |
| Brian Milonas | 3                | 1º marzo 2013     | Lowell, MA    | Sconfiggendo Brian Fury e Todd Hanson in un match a tre dopo che il titolo era stato reso vacante. |